# ۱۵۸ (قمری)
۱۵۸ (قمری)، صد و پنجاه و هشتمین سال در گاهشماری هجری قمری است. اول محرم این سال برابر با پانزدهم نوامبر سال ۷۷۴ میلادی است.

## درگذشتگان
- ۷ ذی‌الحجه - منصور دوانیقی دومین خلیفهٔ عباسی